# 萊克維尤章克申 (加利福尼亞州)
萊克維尤章克申（英語：Lakeview Junction）是位於美國加利福尼亞州莫多克縣的一個非建制地區。該地的面積和人口皆未知。

## 地理
萊克維尤章克申的座標為41°28′34″N 120°32′16″W / 41.47611°N 120.53778°W，而該地的平均海拔高度為1330米（即4363英尺）。